# ブルーノ・ヴァーレ
ブルーノ・ミゲル・エステヴェス・ヴァーレ（Bruno Miguel Esteves Vale, 1983年4月8日 - ）は、ポルトガル・ガイアマファムデ出身の元同国代表のサッカー選手。現役時代のポジションはゴールキーパー。

## 経歴
FCポルトの下部組織で2003年にトップチームに昇格すると、クラブでは第3GKの地位だったが驚くべくことにカザフスタンとの親善試合に向けポルトガル代表に初招集された。この試合は、途中からピッチに入り22分プレーし1-0で勝利した。翌年のアテネオリンピックのメンバーに選ばれ、SLベンフィカに所属するジョゼ・モレイラの控えを務めた。
2003年にトップ契約を果たすも、正GKのビトール・バイーアやヌーノといった経験豊富なライバルが多いチームではなかなか出場機会が訪れず、2005年には後に正GKを長年務めることになるエウトンやU-21代表でポジション争いをするパウロ・リベイロが加入したことにより、夏に2010年まで契約延長した上でチームメイトのパウロ・マシャドと共にCFエストレラ・アマドーラへ貸し出された。アマドーラでは正ゴールキーパーの座を射止め、2006 FIFAワールドカップの23名に選ばれた。しかし、大会前に行われたUEFA U-21欧州選手権2006のセルビア・モンテネグロ戦で右足を骨折したことにより辞退を余儀なくされ、ワールドカップは代わりにSCブラガのパウロ・サントスが招集された。
2006-07シーズンは、再びレンタルの身となりUDレイリアへ貸し出されるも殆ど出場出来ず、翌2007-08シーズンは2部のヴァルジンSCへレンタル移籍した。2008年夏、再びレンタルで放出され2008-09シーズンをヴィトーリアFCでプレーすることになった。次年の夏に加入したCFベレネンセスでも例年通りに控えや第3GKの地位だったが、ネルソン・ペレイラの負傷後は正GKを務めた。しかし、チームは下から2番目の順位に終わり降格した。
2010年夏、契約終了に伴いポルトから放出されたヴァーレは、2部のUDオリヴェイレンセでキャリアを再開することになった。2012年6月26日、キプロス・ファーストディビジョンのアポロン・リマソールと2年契約を結び、29歳にして初めて国外でプレーすることになった。

## 所属クラブ
- FCポルトB（ポルトガル語版）2001-2005
- FCポルト 2003-2010

→ CFエストレラ・アマドーラ 2005-2006 (loan)
→ UDレイリア 2006-2007 (loan)
→ ヴァルジンSC 2007-2008 (loan)
→ ヴィトーリアFC 2008-2009 (loan)
→ CFベレネンセス 2009-2010 (loan)
- UDオリヴェイレンセ 2010-2012
- アポロン・リマソール 2012-2019
- UDオリヴェイレンセ 2019-2020